# Denis Iguma
Denis Iguma (ur. 10 lutego 1994 w Kalangali na wyspie Bugala) – ugandyjski piłkarz występujący na pozycji obrońcy w KCCA FC. Znalazł się w kadrze reprezentacji Ugandy na Puchar Narodów Afryki 2017.